# Musashino
Musashino ( 武蔵野市 Musashino-shi?) este un municipiu din Japonia, zona metropolitană Tokyo. A fost fondat pe 3 noiembrie 1947.

Drapelul oraşului

În prezent este alcătuit din trei cartiere, iar, începând cu anul 2003, orașul are populație de 136.326 de locuitori, cu o densitate de 2.705,13 persoane/km². Suprafața totalǎ este de 10,73 km².